# در جبهه غرب خبری نیست (فیلم ۱۹۷۹)
در جبههٔ غرب خبری نیست (به انگلیسی: All Quiet on the Western Front) فیلمی تلویزیونی در سبک جنگی به کارگردانی دلبرت من است که در سال ۱۹۷۹ منتشر شد. از بازیگران این فیلم، می‌توان به ریچارد توماس، ارنست بورگناین، دونالد پلیسنس، ایان هولم و پاتریشا نیل اشاره کرد. این فیلم بر اساس رمانی به همین نام نوشتهٔ اریش ماریا رمارک ساخته شده‌است.

## بازیگران و نقش‌ها
- ریچارد توماس در نقش پاول باومر
- ارنست بورگناین در نقش استانیسلاوس "کت" کاتچینسکی
- دونالد پلیسنس در نقش کانتورک
- ایان هولم در نقش هیملستوس
- مایکل شرد در نقش آقای باومر
- پاتریشیا نیل در نقش خانم باومر
- دومینیک جفکات در نقش لیر
- یوان استوارت در نقش دترینگ
- کاترینا لیرووا در نقش خواهر پاول